# Makassarsundet

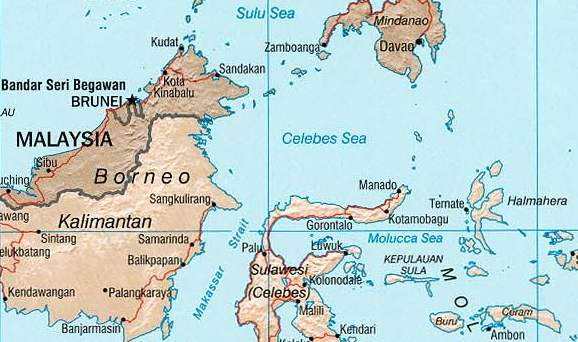
Makassarsunder

Makassarsundet (indonesiska: Selat Makasar) är ett sund mellan öarna Borneo och Sulawesi i Indonesien. I norr gränsar sundet till Celebessjön och i söder till Javasjön. Floden Mahakam på Borneo mynnar ut i sundet. Sundet är en del av Wallacelinjen.
Sundet är 800 kilometer långt och mellan 130 och 370 kilometer brett. Djupet är som mest närmare 3000 meter.
Hamnar som ligger längs sundet är Balikpapan på Borneo, och Makassar och Palu i Sulawesi.
Makassarsundet är en vanlig rutt för oceangående fartyg som är för stora för att passera genom Malackasundet. 